# Deuterophysa subrosea
Deuterophysa subrosea is een vlinder van de familie van de grasmotten (Crambidae), uit de onderfamilie van de Spilomelinae. De wetenschappelijke naam van deze soort is voor het eerst voorgesteld als Mimudea subrosea door William Warren in een publicatie uit 1892.
De soort komt voor in Cuba en Brazilië.